# سهم الماء الستانفوردي
سهمية ستانفوردية (الاسم العلمي:Sagittaria sanfordii) هي نوع من النباتات تتبع جنس السهمية من الفصيلة المزمارية.